# Freddy Eastwood
Freddy Eastwood (ur. 29 października 1983 w Basildon, Anglia) – brytyjski piłkarz. Zakończył sportową karierę w klubie Southend United. Zawodnik reprezentacji Walii.

## Kariera klubowa
Eastwood rozpoczął karierę piłkarską jako zawodnik akademii klubu West Ham United. Został z niego wypuszczony wiosną 2003 roku, gdy nie znalazł uznania w oczach ówczesnego trenera tej drużyny, Glenna Roedera. Latem dołączył do zespołu Grays Athletic, występującego w szóstej lidze angielskiej. W ciągu niespełna półtora roku zdobył dla nowej drużyny ponad 30 bramek, czym zainteresował ówczesnego trenera czwartoligowego klubu Southend United, Steve’a Tilsona.
Pierwotnie, Southend United wypożyczyło Eastwooda w październiku 2004 roku. W swoim pierwszym spotkaniu w nowym zespole, Eastwood strzelił pierwszą bramkę już po ośmiu sekundach, a następne zdobył kolejne dwie, dzięki czemu jego zespół pokonał drużynę Swansea City 4-2. Miesiąc później podpisał z klubem trzyletni kontrakt. Do końca sezonu 2004/2005, Eastwood strzelił jeszcze dwadzieścia bramek we wszystkich rozgrywkach, dzięki czemu Southend United awansowało po barażach do trzeciej ligi. W następnym sezonie, Eastwood zdobył dwadzieścia trzy bramki w League One, zostając królem strzelców tych rozgrywek, a także zdobywając z Southend United mistrzostwo ligi. W sezonie 2006/2007, Eastwood strzelił szesnaście bramek we wszystkich rozgrywkach, w tym trafienie, które wyeliminowało Manchester United z Pucharu Ligi Angielskiej, jednak nie uchroniło to klubu Southend United przed spadkiem z drugiej ligi angielskiej.
Latem 2007 roku, Eastwood został nowym zawodnikiem innego drugoligowego klubu, Wolverhampton Wanderers. W nowym klubie także strzelił bramkę w swoim debiucie, w spotkaniu pucharowym przeciwko Bradford City. Przez cały sezon był jednak zaledwie rezerwowym zawodnikiem swojej drużyny, przez co nie potrafił zdobyć dla niej zbyt wielu bramek.
W lipcu 2008 roku, Eastwood przeszedł do zespołu Coventry City.

## Kariera reprezentacyjna
Eastwood urodził się w Anglii, jednak dzięki temu, że jego pradziadek urodził się w Walii, mógł reprezentować również walijską drużynę narodową. Zadebiutował w niej 22 sierpnia 2007 roku, w spotkaniu towarzyskim przeciwko reprezentacji Bułgarii, w którym strzelił jedyną bramkę meczu.

### Bramki w reprezentacji narodowej
| Nr | Data     | Przeciwnik | Wynik | Miejsce    | Typ spotkania        |
| -- | -------- | ---------- | ----- | ---------- | -------------------- |
| 1  | 22/08/07 | Bułgaria   | 1-0   | Burgas     | Mecz towarzyski      |
| 2  | 12/09/07 | Słowacja   | 5-2   | Trnawa     | Eliminacje EURO 2008 |
| 3  | 26/03/08 | Luksemburg | 2-0   | Luksemburg | Mecz towarzyski      |
| 4  | 26/03/08 | Luksemburg | 2-0   | Luksemburg | Mecz towarzyski      |

## Życie prywatne
Jest żonaty, ma dwójkę dzieci. Jest członkiem społeczności romskiej.